# 斯特拉斯堡动物学博物馆

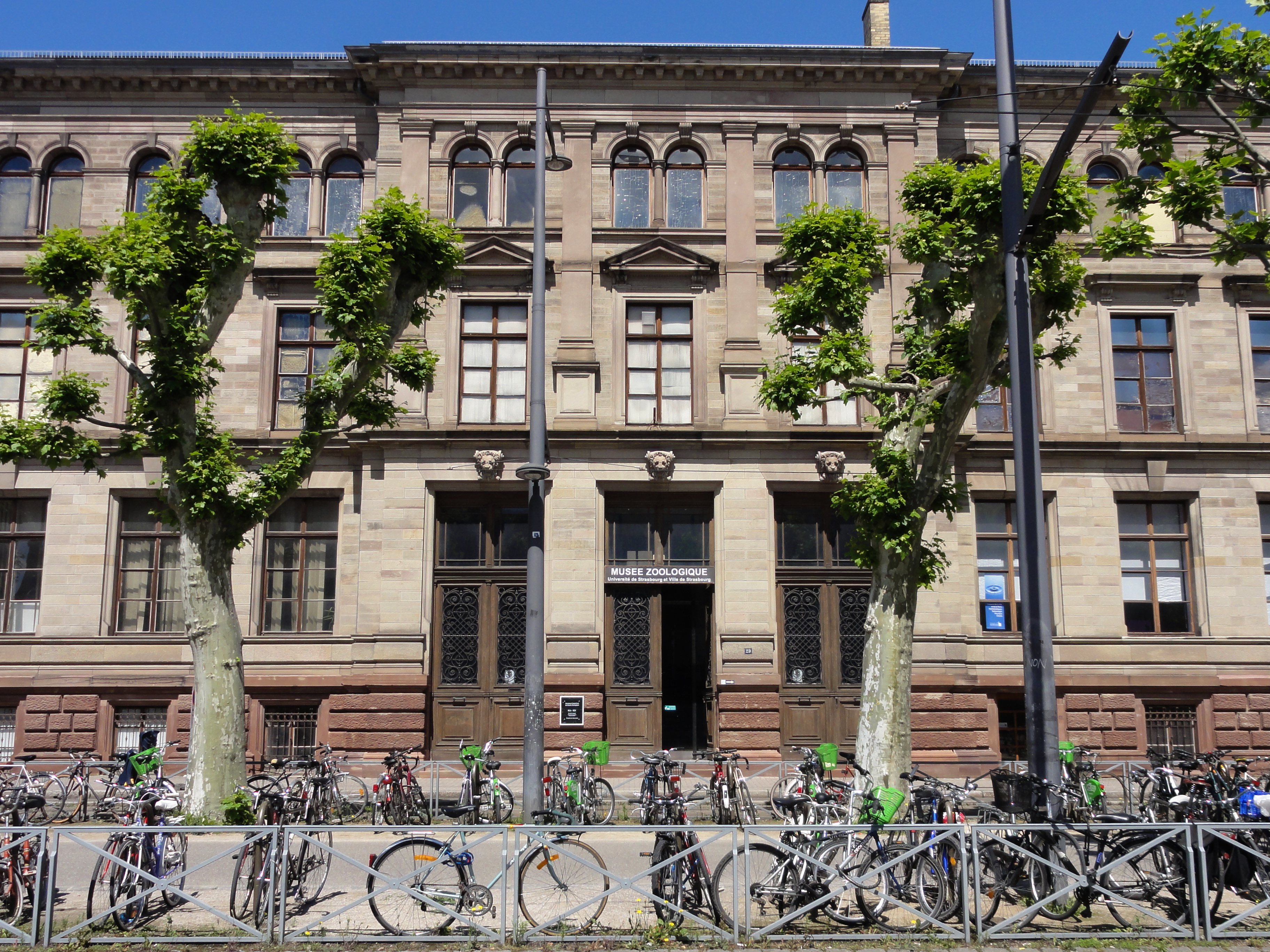

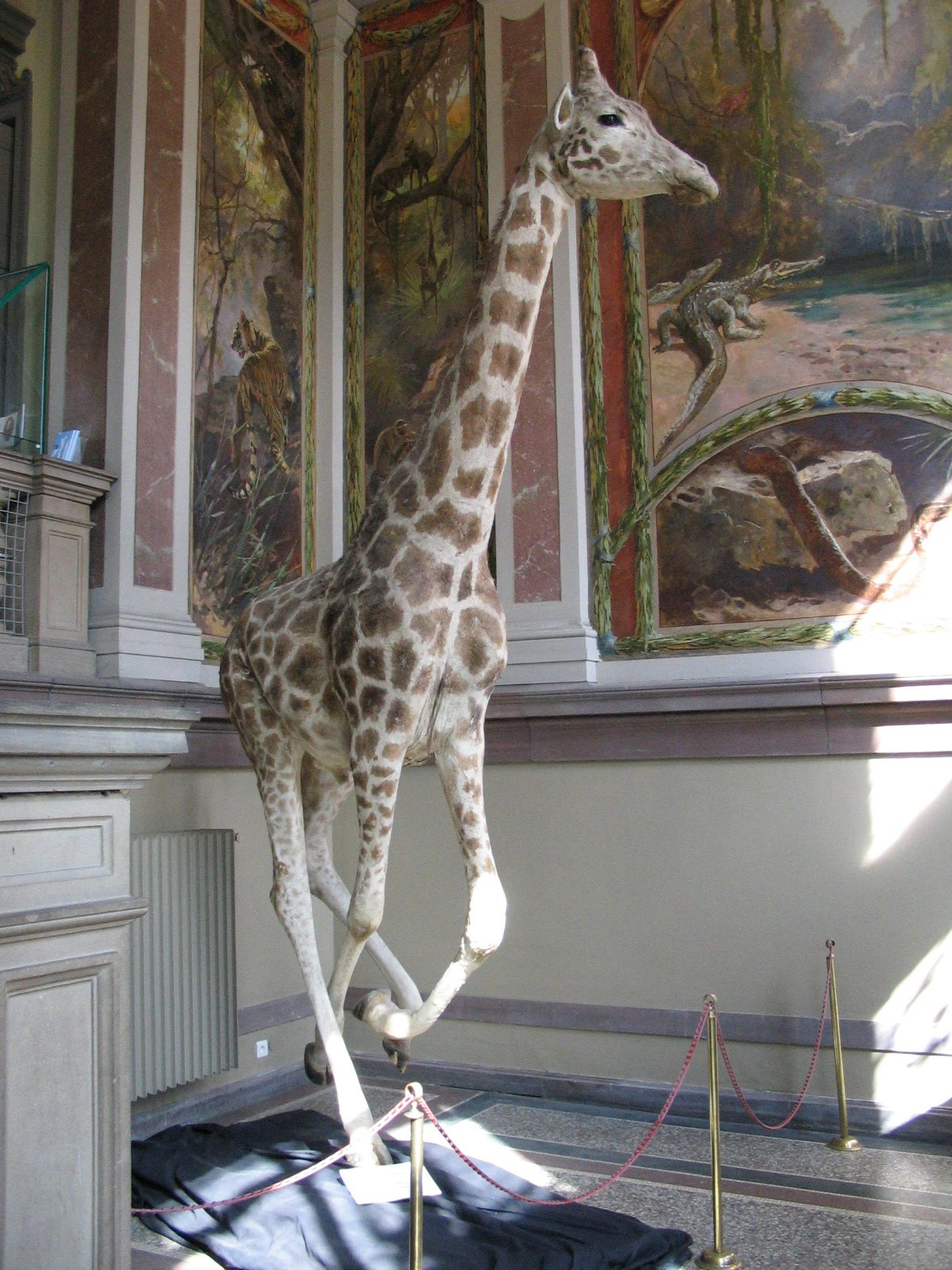

斯特拉斯堡动物学博物馆（法语：Musée zoologique de la ville de Strasbourg；德语：Zoologisches Museum der Stadt Straßburg）是一个自然历史博物馆，展示斯特拉斯堡的动物学藏品, 由斯特拉斯堡大学管理。博物馆自2019年9月起至2023年关闭，进行翻新和扩建。

## 历史
1802年，斯特拉斯堡市购买了约翰·赫尔曼（Johann Hermann）的所有自然历史藏品， 1872年斯特拉斯堡大学成立时，将博物馆委托给其管理。1890年至1893年间修建了一座宽敞的新建筑，收藏量继续增长。

## 收藏
博物馆收藏了鸟类、海洋哺乳动物、无脊椎动物和昆虫，特别关注阿尔萨斯动物，对约翰·赫尔曼的研究也进行了重建，其中包括他那个时代的许多文件和标本。收藏包括：
- 135万台无脊椎动物
- 100万只昆虫
- 18000只鸟
- 10000头哺乳动物
- 2450条鱼
- 1300只爬行动物和两栖动物